# Dischidiopsis copelandii
Dischidiopsis copelandii är en oleanderväxtart som beskrevs av Rudolf Schlechter. Dischidiopsis copelandii ingår i släktet Dischidiopsis och familjen oleanderväxter. Inga underarter finns listade i Catalogue of Life.